# Étienne Ozi
Étienne Ozi (* 9. Dezember 1754 in Nîmes; † 5. Oktober 1813 in Paris) war ein französischer Fagottist und Komponist.

## Leben
Erste musikalische Erfahrungen sammelte Etienne Ozi in einer Militärkapelle. 1777 ging er nach Paris. Nach einem Fagott-Studium bei Georg Wenzel Ritter (1748–1808) spielte er dort als Fagottist unter anderem in den Orchestern La Chapelle et de la Chambre du Roy und La Chapelle de l’Empereur Napoléon. Sein Debüt im Concert Spirituel hatte er 1779 mit einem Fagottkonzert von Prosper-Didier Deshayes, danach trat er bis 1790 weitere 37 mal dort auf, 19 mal interpretierte er eigene Werke.
1787 erschien seine Nouvelle Méthode de basson. Sie gilt als eines der ersten umfassenden Schulwerke für Fagott. Nach der Französischen Revolution wurde Ozi Mitglied der Garde Nationale parisienne und Dozent an der angeschlossenen Musikschule, welche 1795 zum Conservatoire national supérieur de musique et de danse de Paris wurde.

## Werke (Auswahl)
- Nouvelle Méthode de basson, Paris : Boyer, 1787
- Trois sonates für Fagott und obligaten Bass
- Six duos für 2 Fagotte